# Valdasus
Valdasus is een geslacht van wantsen uit de familie van de Miridae (Blindwantsen). Het geslacht werd voor het eerst wetenschappelijk beschreven door Carl Stål in 1860.

## Soorten
Het genus bevat de volgende soorten:

- Valdasus bolivianus Carvalho, 1989
- Valdasus cerdai Chérot, Wolski & Carpintero, 2023
- Valdasus erebeus Distant, 1883
- Valdasus favrei Wolski, Chérot & Carpintero, 2020
- Valdasus ferrerai Wolski, Chérot & Carpintero, 2020
- Valdasus flavinotum Wolski, Chérot & Carpintero, 2020
- Valdasus henryi Wolski, Chérot & Carpintero, 2020
- Valdasus schoenherri Stal, 1860
- Valdasus stygius Distant, 1883